# Giovanni Di Gregorio
Pour les articles homonymes, voir Di Gregorio et Gregorio.
Giovanni Di Gregorio (né en 1973 à Palerme) est un scénariste de bande dessinée italien.
Docteur en chimie et diplômé en coopération internationale, Di Gregorio se lance dans l'écriture de bande dessinée à trente ans après plusieurs années passées à travailler dans la science puis sur divers champs de conflit. Embauché par Sergio Bonelli Editore, le principal éditeur de bande dessinée grand public italien, il y rédige plusieurs dizaines d'épisodes de Dampyr (it) et Dylan Dog, tout en collaborant à d'autres publications et en réalisant quelques projets plus personnels, comme Brancaccio, chronique d'une mafia ordinaire'.

## Publications en français
- Last Travel Inc., t. 1 : La Planète du vice (avec Mark Harrison (en)), Pavesio, coll. « Classic », janvier 2007 (ISBN 978-88-87810-90-5).
- Monster Allergy  (trad. de l'italien), t. 15 : L'Ancienne Armurerie (avec Katja Centomo au scénario et Marcello De Martino au dessin)), Toulon, Soleil Productions, coll. « Start », mars 2007, 45 p. (ISBN 978-2-84946-775-6).
- Brancaccio, chronique d'une mafia ordinaire  (trad. de l'italien, avec Claudio Stassi), Bruxelles/Paris, Casterman, coll. « Écritures », avril 2007, 94 p. (ISBN 978-2-203-01249-3).
- Pac-Man et les aventures de fantômes, avec Marco Forcelloni, Delcourt, coll. « Delcourt Jeunesse » :

1. Buffet à volonté, 2014.
2. Tous à la mer, 2015, 32p.  (ISBN 9782756065069)

- Creepy past, éditions Paquet, 2021

1. Tome 1:64p.  (ISBN 9782889321353)
2. Tome 2:64p.  (ISBN 9782889321551)
3. Tome 3:64p.  (ISBN 9782889321568)
4. La Forêt des larmes, 64p.  (ISBN 9782889321575)
5. Par-delà la lumière, 64p.  (ISBN 9782889321582)
6. La Maison des mannequins, 64p.  (ISBN 9782889321599)

- Les Sœurs Grémillet, avec Alessandro Barbucci, Dupuis :

1. Le Rêve de Sarah, 2020  (ISBN 979-10-34736-97-3).
2. Les Amours de Cassiopée, 2021  (ISBN 979-10-34753-38-3).
3. Le Trésor de Lucille, 2022  (ISBN 979-10-34762-85-9).
4. Le chamois et la comète,2023,  (ISBN 9791034768790)

- L’Homme en noir, Giovanni Di gregorio (Scénario), Grégory Panaccione (Dessins), Delcourt Mirages 22 Mai 2024[2],[3]

## Récompense
- 2007 : Prix Micheluzzi du meilleur scénariste pour un roman graphique pour Brancaccio